# اللغة السوننكية
السونينكية لغة مندنكية في مالي وجنوب موريتانيا وشرق سنغال وكذلك غامبيا، كانت لغة امبراطورية غانا في القرون الوسطى. عدد الناطقين أكثر من مليون. أحد لهجاتها تسمى الآزيرية، وهي لهجة موريتانيا, وتختلف تسمية السونونكي حسب تواجدهم فالماليون يدعونهم ماراكا وتتكون هذه الكلمة من جزئين (مارا) وتعني الملك و(كا) وتعني اللغة، وبذلك يصير معنى الكلمة لغة الملك, أما في منطقة نهر السينغال فيسمونهم (الساراكولي) ومعناها الرجال الحمر وفي الصحراء يسمون بالآزير وهو مزارعون مرتبطون بالأرض غير أن ذلك لم يحل دون عملهم بالجارة، كان منهم حكام غانا وكانو يقيمون في الصحراء أول الأمر لكنهم -وفي مراحل تاريخية لاحقة - تمركزوا عند حافتها الجنوبية فيما اشتهر باسم الساحل وهناك امتزجوا بالبربر والفلان.
يعتبر السوننكي أرسخ سكان إقليم حوض نهر السينغال قدما في الإسلام حيث كانوا يشكلون غالبية سكان امبراطورية غانا التي دخلها الإسلام على يد المرابطين وقبلهم كذلك.
وقد قام الفقيد الدكتور وأستاذ اللسانيات في جامعة نواكشوط عثمان موسى دياگانا بوضع أول معجم سوننكي فرنسي 